# 貝爾蒂恩特斯
貝爾蒂恩特斯是古巴的城鎮，属卡馬圭省負責管轄，面積2,005平方公里，海拔高度70米，2004年人口53,299，人口密度為每平方公里26.6人。